# トリウレット
トリウレットもしくはトライウレット (英: triuret [traɪjərɛt]) は、(H2NC(O)NH)2COの分子式を持つ有機化合物である。尿素の熱分解により生成する。無色で結晶性、吸湿性の固体であり、冷水やエーテルに少し溶け、熱水にはより多く溶ける。平面状分子であり、中央のカルボニル基が両末端のアミノ酸と水素結合している。

## 合成
この化合物は、薄層の尿素を加熱することにより得られる。薄層にすることにより、アンモニアが脱離しやすくなる。
3 (H2N)2CO   →   [H2NC(O)NH]2CO  +  2 NH3
また、尿素をホスゲンで処理することによっても生成する。  
2 (H2N)2CO  +  COCl2  →   [H2NC(O)NH]2CO  +  2 HCl
同様に、メトキシカリウムを触媒として尿素と炭酸ジメチルからも合成される。
2 (H2N)2CO  +  CO(OCH3)2  →   [H2NC(O)NH]2CO  +  2 MeOH
最初の合成は、過酸化水素による尿酸の酸化により行われた。
トリウレットは、尿素からメラミンを工業的に合成する際の副産物である。